# 臺灣電機資訊學院列表
電機資訊學院，或稱資訊電機學院、電資學院，電機資訊學院，或稱資訊電機學院、電資學院，是由電機工程學系、資訊工程學系、電子工程學系、光電工程學系、通訊工程學系及相關系和所所組成的學院。在臺灣的普通大學及科技大學中，是頗為常見的學院名稱。
隨著新竹科學園區以及台灣積體電路製造公司等跨國大型科技公司的成立，1990年代臺灣理工科學生隨著高科技產業需求大幅上升，光是國立臺灣大學電機工程學系的學生人數就已經超過許多大學的學生總人數。人數組織過於龐大造成跨院聯繫困難，若將電機資訊相關科系獨立能使自主性提高，方便因應外界需求。故國立交通大學率先於1994年將原本分別屬於工學院與理學院的電工系所、電信系所、資工系所、資科系所、電控系所與光電所合併，在臺灣首創「電機資訊學院」。
擁有電資相關系所的大學若非將系所獨立成電機資訊學院，它們常被分別歸類在理學院及工學院下，或與其他科系成立「科技學院」。下表列出臺灣以「電資學院」組成相關科系的大專院校（以所在地理區域分類，按照成立年份排序）：

## 系所
電機資訊學院最基本的組成是電機工程學系與資訊工程學系，另外還包含了性質相同的電子工程學系、光電工程學系、通訊工程學系、半導體工程系等系所。另外，機電工程學系並非電資相關科系，但因為名稱有電字，容易造成一般大眾混淆。值得注意的是，少數非電資為主要領域的臺灣校系，像是中原大學工業與系統工程學系（工業工程學領域）以及國立臺北科技大學太空系統工程研究所（太空領域）都是隸屬該校的電機資訊學院。

## 北北基

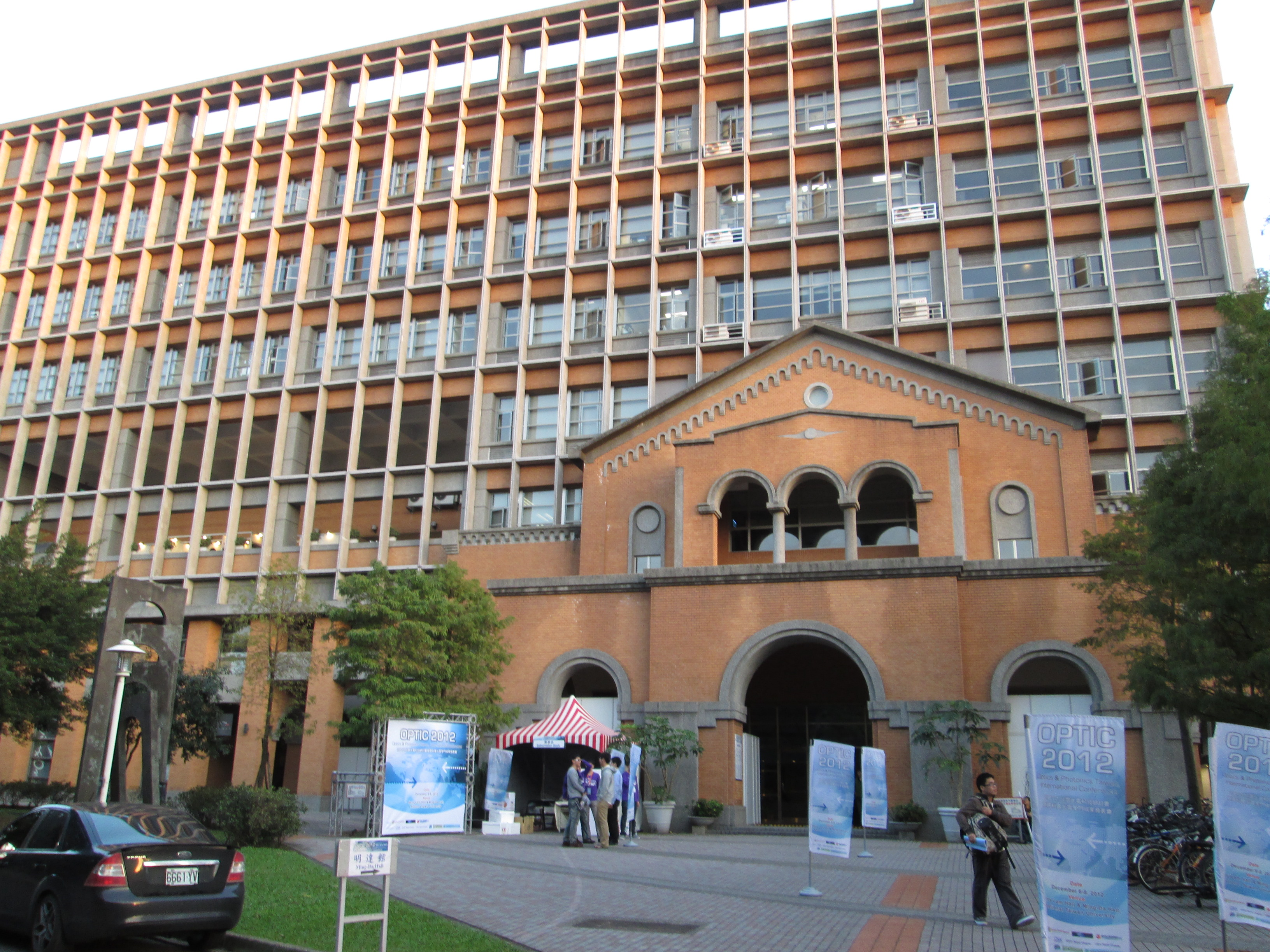
臺灣大學明達館

- 國立臺灣大學：國立臺灣大學電機資訊學院成立於1997年8月，由工學院分出[5]。
- 國立臺灣科技大學：國立臺灣科技大學電資學院成立於1998年8月[6]。
- 大同大學： 大同大學電機資訊學院成立於1999年。
- 國立臺灣海洋大學：國立臺灣海洋大學電機資訊學院成立於2005年[7]。
- 國立臺北科技大學：國立臺北科技大學電資學院成立於2006年8月，由機電學院分出[8]。
- 景文科技大學：景文科技大學電機暨資源學院成立於2007年2月[9]。
- 國立台北大學：國立臺北大學電機資訊學院成立於2007年8月[10][11]。
- 東南科技大學：東南科技大學電資學院於2007年8月改制時成立，2015年11月工程學院與電資學院合併為工程與電資學院。

## 桃竹苗

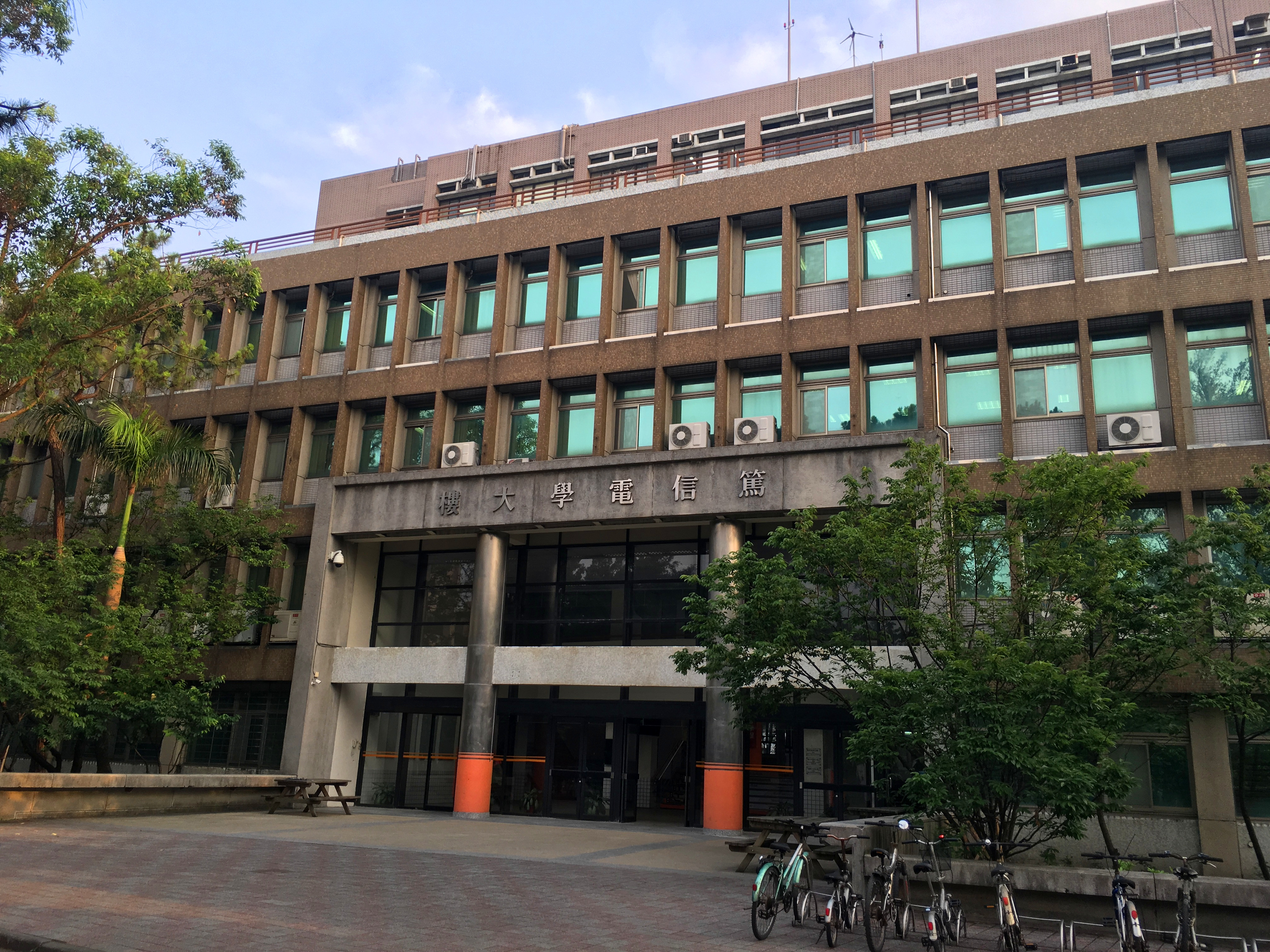
中原大學學篤信電學大樓

- 國立陽明交通大學：國立交通大學電機資訊學院成立於1994年，由工學院及理學院分出。2005年8月因應資訊學院獨立設院，更名為電機學院[2][12]。
- 國立清華大學：國立清華大學電機資訊學院成立於1998年2月[13]。
- 國立中央大學：國立中央大學資訊電機學院成立於1998年，由工學院分出[14]。
- 國立聯合大學：國立聯合大學電機資訊學院成立於2003年8月[15]。
- 健行科技大學：健行科技大學電資學院成立於2003年8月[16]。
- 中原大學：中原大學電機資訊學院成立於2005年8月[17]。
- 中華大學：中華大學資訊電機學院成立於2018年，整合原工學院與資訊學院科系新設[18]。

## 中彰投
- 逢甲大學：逢甲大學資訊電機學院成立於1999年[19]。
- 亞洲大學：亞洲大學資訊電機學院成立於2005年。
- 國立勤益科技大學：國立勤益科技大學電資學院成立於2007年2月[20]。
- 南開科技大學：南開科技大學電資學院成立於2008年8月[21]。
- 國立中興大學：國立中興大學電機資訊學院成立於2018年8月，由理學院及工學院分出[22][23]。

## 雲嘉南

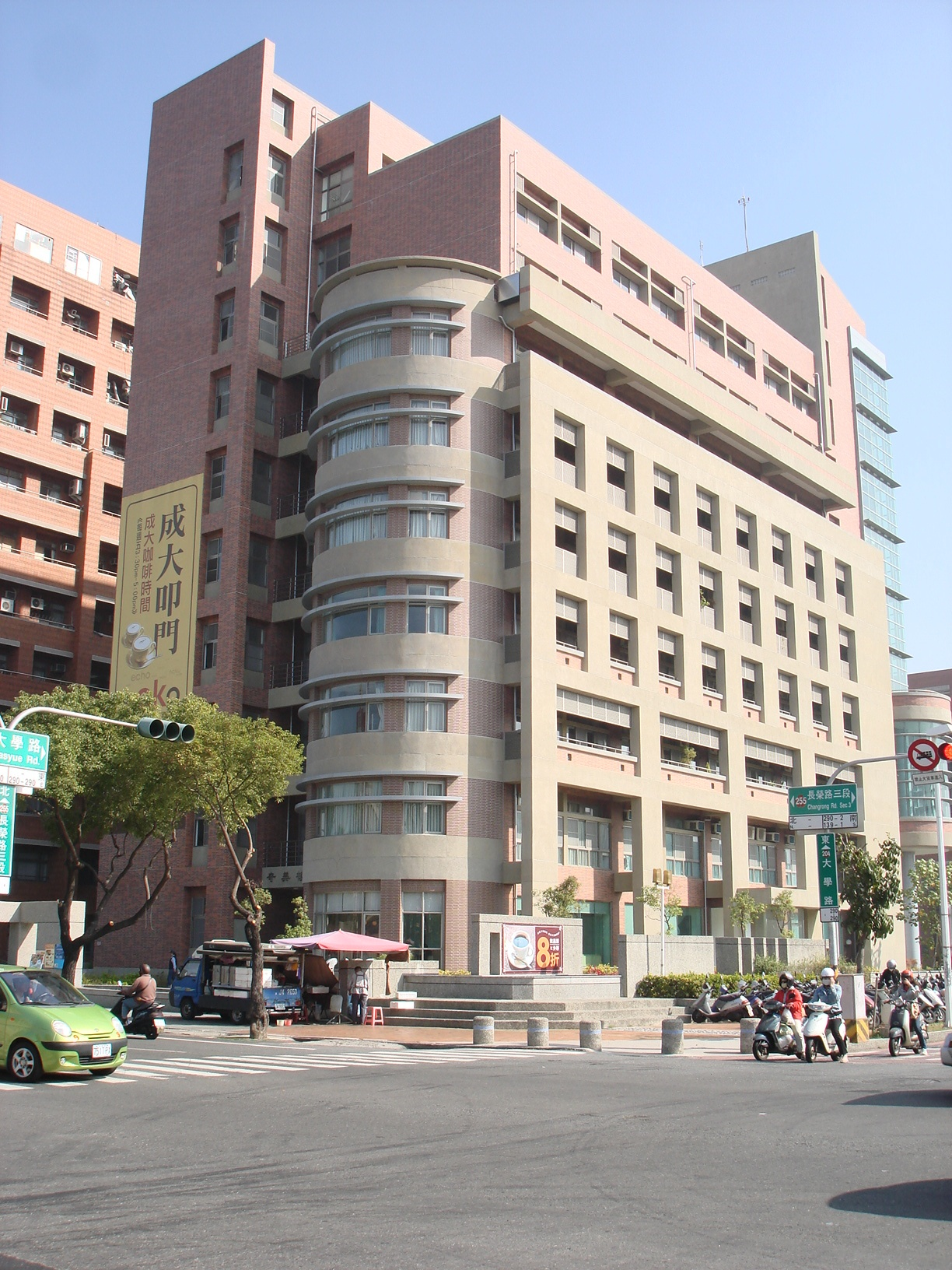
成功大學奇美樓

- 國立成功大學：國立成功大學電機資訊學院成立於2003年8月，由工學院分出[24]。
- 國立虎尾科技大學：國立虎尾科技大學電機資訊學院成立於2004年8月[25]。

## 高屏
- 國立高雄科技大學：國立高雄科技大學電機與資訊學院成立於2019年7月，由原國立高雄海洋科技大學、國立高雄應用科技大學及國立高雄第一科技大學相關系所合併成立[26]。

## 宜花東
- 國立宜蘭大學：國立宜蘭大學電機資訊學院成立於2006年[27]。

## 金馬
位於福建省金門縣的國立金門大學和銘傳大學金門校區均沒有設立電機資訊學院。